# Дворянская семинария Вергары
Дворянская семинария Вергары (исп. Seminario de Nobles de Vergara; первоначально: Патриотическая семинария Вергары; исп. Seminario Patriótico de Vergara) — упразднённое испанское высшее учебное заведение, существовавшее в 1776—1930 годах в городе Вергара, Страна Басков. 

## История
Семинария была открыт в 1776 году в здании Иезуитского коллегиума, опустевшего после принятия закона об изгнании иезуитов из Испании. В эпоху Испанского Просвещения семинария получил широкую известность, как центр возрождения и развития баскской культуры и баскского языка. Тем не менее, кроме выходцев из семей баскоговорящего дворянства, там обучались и дети испаноязычных дворян, а также выходцы из креольской элиты испанских колоний в Латинской Америке (в том числе и баски по происхождению).
Образование в семинарии делилось на несколько этапов. Сперва изучались грамматика, латинский и испанский языки, гуманитарные науки, введение в экспериментальную физику, естествознание, математику, рисование, танцы, музыка, фехтование и верховая езда. На втором этапе преподавались «современные» науки, такие, которые в те дни не преподавались в других испанских университетах и военных академиях. Такими науками в XVIII веке являлись: основы торговли, химия, минералогия, металлургия, архитектура, агрикультура, картография и экономическая политика.
Выпускниками и преподавателями семинарии были многие видные деятели науки и культуры, преимущественно баски по происхождению: Шавьер Мунибе, братья Фаусто де Элюар и Хуан Хосе де Элюар, баснописец Феликс де Саманьего, Валентин де Форонда, Мигель де Лардисабаль и многие другие.
Со временем, в результате проведённых в XIX веке образовательных реформ, которые привели к появлению многих новых учебных заведений, значимость семинарии в общеиспанском масштабе постепенно снизилась. Закрыта она была в 1930 году. Здание семинарии сохранилось.